# French Kiss (카라의 노래)
French Kiss(フレンチキス)는 카라의  10번째 일본 싱글이자 5인조의 마지막 일본 싱글이다.

## 개요
전작 サンキュー サマーラブ(땡큐 써머 러브) 이후 약 4 개월 만 발매된 싱글이다.

## 수록곡

### CD
- フレンチキス

작사：SHIROSE from WHITE JAM 작곡：ヒロイズム、SHIROSE from WHITE JAM、NIKKI from WHITE JAM 편곡：SHIROSE from WHITE JAM、ヒロイズム
- ガールフレンド

작사：Glory face 1、Glory face 2、Jam9 작곡・편고7：Glory face 1、Glory face 2
- フレンチキス (Instrumental)
- ガールフレンド (Instrumental)

### DVD
- フレンチキス (Music Video Clip)
- フレンチキス (Close-up Ver.)
- フレンチキス (Music Video Clip オフショット)